# Lindmania lateralis
Lindmania lateralis är en gräsväxtart som först beskrevs av Lyman Bradford Smith och Robert William Read, och fick sitt nu gällande namn av Lyman Bradford Smith och Harold Ernest Robinson. Lindmania lateralis ingår i släktet Lindmania och familjen Bromeliaceae. Inga underarter finns listade i Catalogue of Life.